# Ежектор гармати

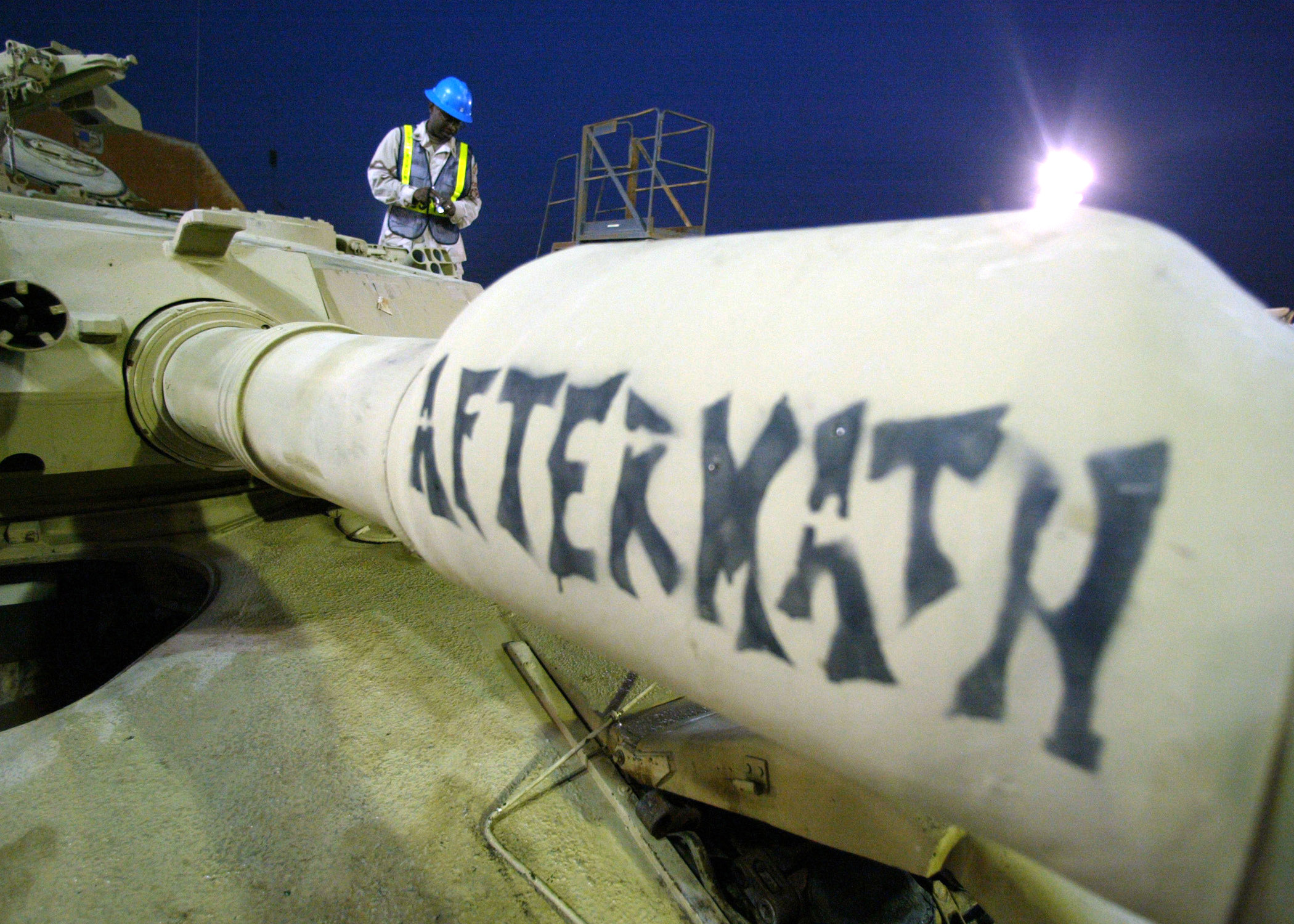
Ежектор на гарматі танка M1A1 Abrams

Ежектор ствола — пристрій продувки ствола артилерійської системи (гармати, гаубиці) від порохових газів, який служить для зменшення загазованості бойових відділень танків, САУ і корабельних баштових артилерійських установок. Ежектор був винайдений під кінець Другої світової війни.
Вперше ежектор був встановлений у 1948 році на 90-мм гармату американського танка M26 Pershing (M26A1). У Радянському Союзі вперше було встановлено на 100-мм танковій гарматі середнього танка Т-54А, 1955 року.

## Будова

Анімований принцип дії ежектора гармати.

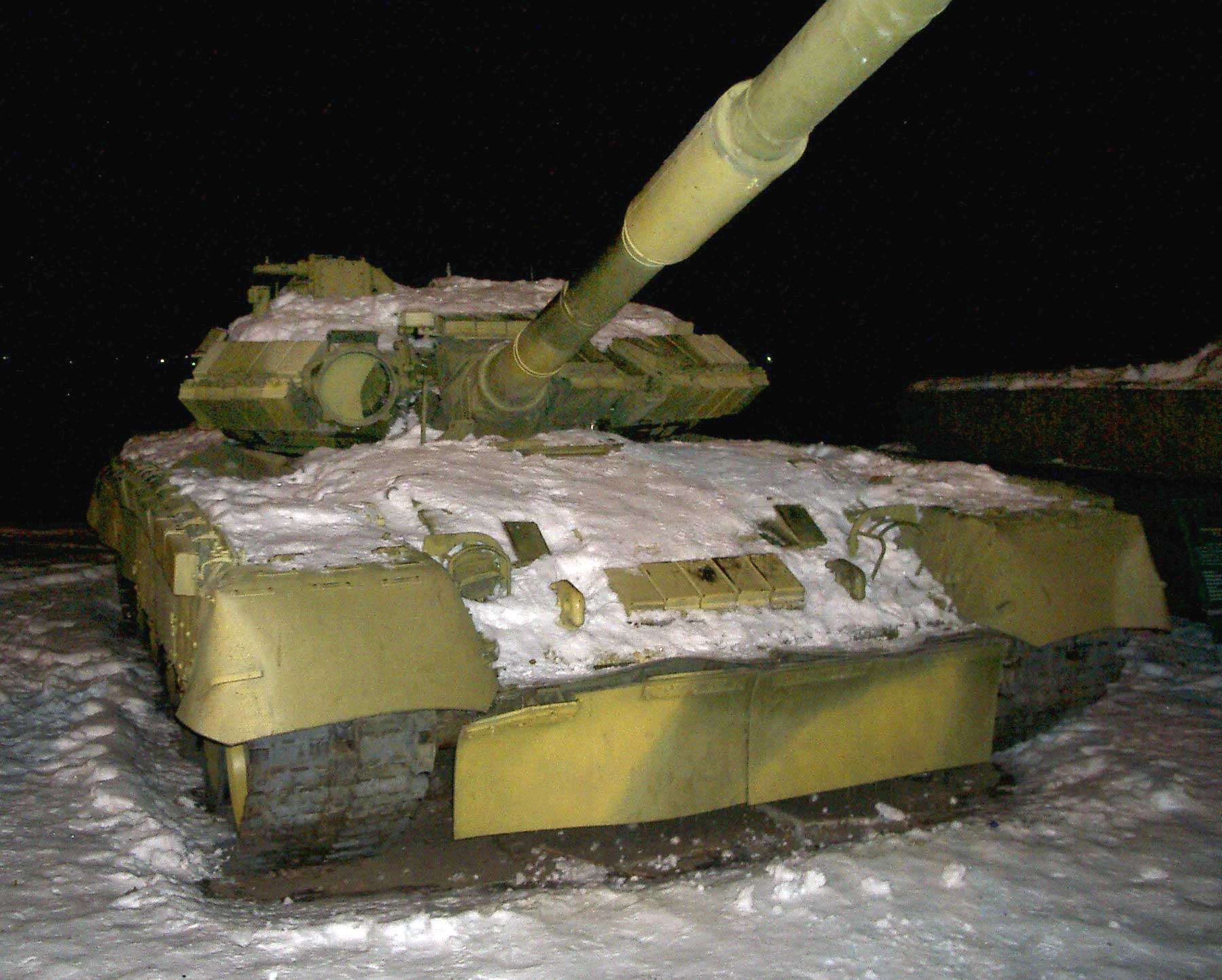
Ежектор на стволі гармати 2А46-1 танка Т-80БВ

Ежектор це циліндричний балон для порохових газів трохи більшого діаметра, ніж гарматний ствол, з двома кільцевими днищами, натягнутими на ствол. У самому стволі між днищами ежектора просверлені під кутом отвори-сопла, які з'єднують канал ствола з внутрішнім об'ємом ежектора. При пострілі снаряд у процесі руху по стволу спочатку відкриває пояс отворів, розташованих ближче до казенника, і порохові гази під великим тиском (3000-4000 кгс/см²) заповнюють ежектор. Після виходу снаряда зі ствола і спаду тиску гази з ежектора через сопла, розташовані під кутом до осі каналу ствола і ближче до дульного зрізу, спрямовуються назовні зі ствола, при цьому «відсмоктує» порохові гази з казенника і бойового відділення (при відкритому затворі).
Зовні ежектор виглядає як циліндричне потовщення приблизно посередині ствола. Наявність ежектора — характерна риса гармат сучасної бронетехніки.
При виході ежектора з ладу (наприклад, якщо в ньому утворилася пробоїна) витяг порохових газів з бойового відділення може бути ускладнений. Це може викликати серйозне порушення в роботі екіпажу через сильний дратівний ефект газів і зменшення видимості в бойовому відділенні. Нормальна робота особового складу в такому випадку може бути продовжена тільки з використанням протигазів.